# Vinalia
Vinalia erano due festività romane celebrate in onore di Giove e Venere.

## Descrizione
Le Vinalia urbana (o priora) venivano celebrate il 23 aprile in onore del raccolto d'uva dell'anno precedente. In quell'occasione si assaggiava il vino nuovo e venivano offerte libagioni a Giove. Le Vinalia rustica (o altera) erano celebrate il 19 agosto dagli abitanti del Lazio; Varrone racconta che sulle porte di Tusculum era scritto che non si portasse in città il vino colto nella vendemmia, prima di aver proclamato i Vinalia. In quell'occasione il flamen dialis sacrificava un agnello a Giove per propiziare l'abbondanza della vendemmia.
In entrambi i casi alla figura di Giove si affiancò quella di Venere. I riferimenti di Varrone alla festa risultano confusi perché, se riferendosi ai Vinalia che si tengono prima della vendemmia, sostiene che questi non sono dedicati a Venere, poi, trattando dei Vinalia rustica, che si svolgono ad agosto, racconta che sono dedicati e Venere. 